# Matthew Koma

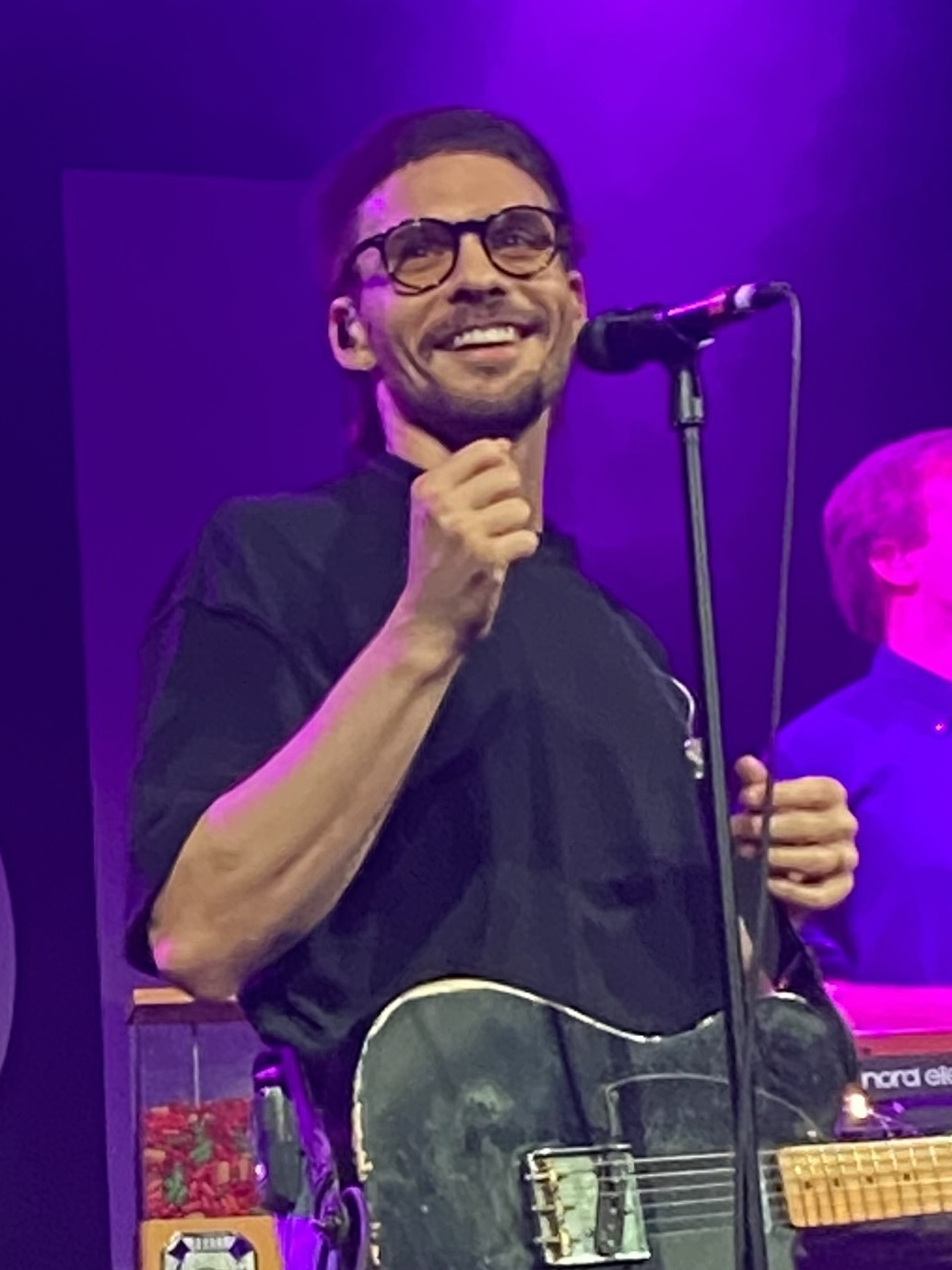
Matthew Koma (2024)

Matthew Koma (* 2. Juni 1987 in Brooklyn, New York City, New York) ist ein US-amerikanischer Musiker und Singer-Songwriter, der insbesondere durch Gesangsbeiträge zu Liedern verschiedener House-DJs bekannt wurde. Darunter sind die Produzenten Hardwell, Zedd, Tiësto und Showtek.

## Leben
Matthew Koma wurde 1987 in Brooklyn geboren. Aufgewachsen ist er auf Long Island, New York. Bereits als Kind begeisterte er sich für Musik und wurde nach verschiedenen Plattenverträgen mit unterschiedlichen Labeln entdeckt. Bis heute schreibt er Lieder für sich selbst und für Künstler verschiedener Genres. Während seines Werdegangs lernte er die kanadische Sängerin Carly Rae Jepsen kennen, mit der er von August 2012 bis März 2015 in einer festen Beziehung war. Des Weiteren sind sie Studio-Partner. Zurzeit lebt Koma in Los Angeles.
Am 25. Oktober 2018 wurden er und seine Partnerin Hilary Duff Eltern einer Tochter. Am 21. Dezember 2019 heirateten Koma und Duff. Am 24. März 2021 kam die zweite gemeinsame Tochter auf die Welt. Am 3. Mai 2024 wurden sie Eltern einer dritten Tochter.

## Karriere
Nachdem er in jungen Jahren schon Lieder schrieb und sang, landete Koma im Alter von 16 Jahren seinen ersten Plattenvertrag. Seine ersten Tourneen brachten ihm jedoch nicht den gewünschten Erfolg. Dennoch folgten weitere Lieder und im Jahr 2012 wurden dann mehrere House-Produzenten auf ihn aufmerksam. Er begann als Co-Autor mitzuwirken.

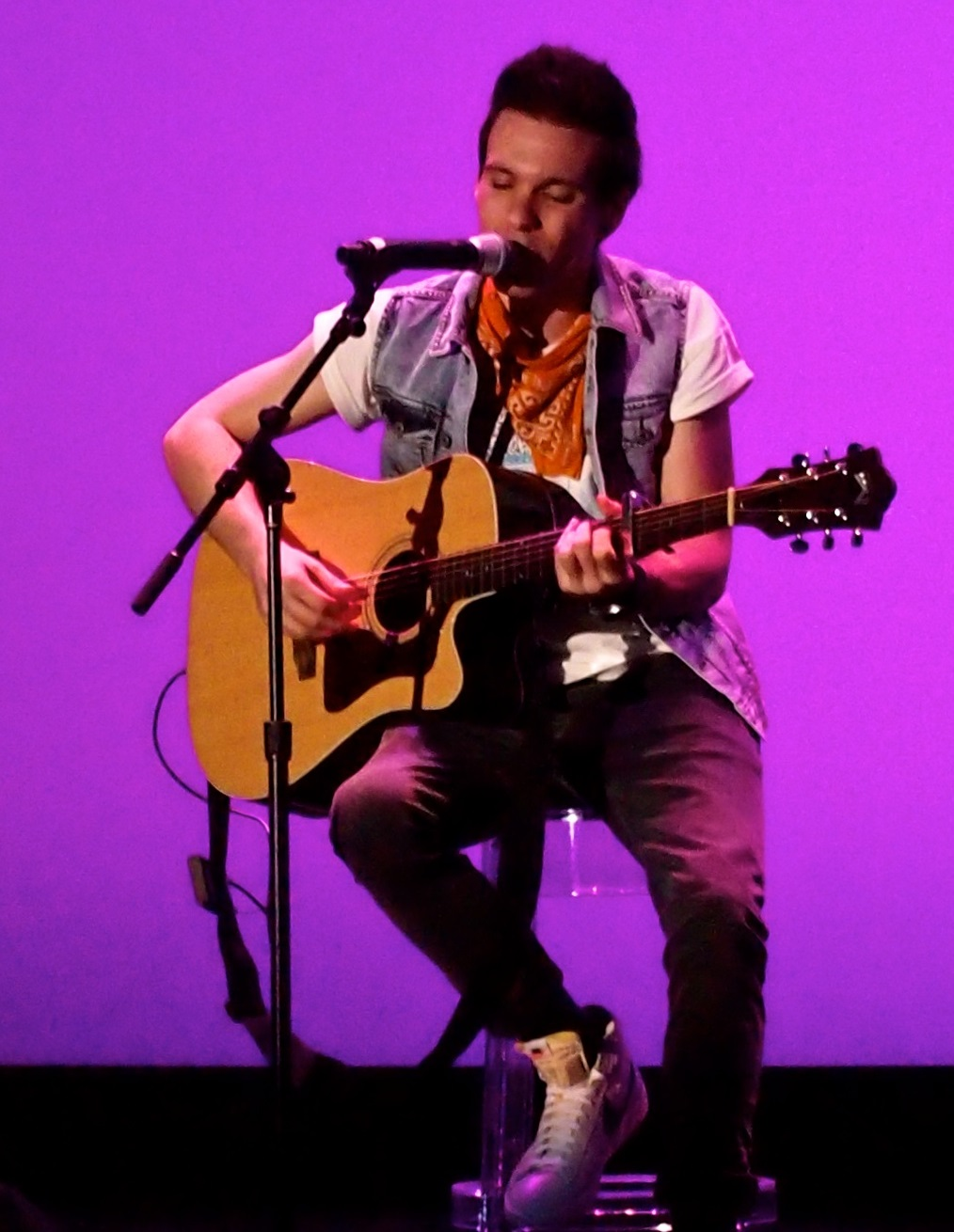
Koma bei einem Live-Auftritt (2012)

2012 erschienen dann verschiedene Kooperationen. Erstmalige Erfolge hatte Matthew Koma als Autor bei den Liedern Calling (Lose My Mind) von Sebastian Ingrosso, Alesso und Ryan Tedder. Koma selbst sagte, dass Calling (Lose My Mind) das erste Mal war, dass er mit einem bekannten Künstler zusammengearbeitete. Es sei ungewohnt und inspirierend zugleich. Kurz darauf, als seine Beziehung mit Carly Rae Jepsen bekannt gegeben wurde, produzierte und schrieb er sämtliche Lieder ihres Albums. Daraufhin engagierte ihn auch der deutsch-russische Dubstep- und House-DJ Zedd als Autor weiterer Lieder für sein Debütalbum. Des Weiteren folgten Writing-Aufträge von Far East Movement, Kat Graham und Black Cards. Unter den für Zedd geschriebenen Liedern war auch das Lied Spectrum, das Koma zu einem größeren Bekanntheitsgrad als Sänger verhalf. Es wurde seine erste Single-Chartplatzierung. In Japan rückte das Lied bis auf Platz 4 vor. Zudem wurden Chartpositionen in Europa verbucht. Daraufhin nahm auch der schwedische DJ Alesso mit ihm als Sänger den Track Years auf, der bis an die Spitze der Beatport-Charts vorrückte. Der Text des Liedes entstand auf dem Flug nach Los Angeles. Melodisch gilt es als Komas Lieblingslied. Ende des Jahres 2012 veröffentlichte Koma seine Debüt-Single Parachute, parallel mit der gleichnamigen EP. Während seiner Einsätze auf Live- und Studio-Auftritten für verschiedenen DJs begleitete er den US-amerikanischen Sänger Adam Young alias Owl City im Herbst 2012 auf seiner Tournee.
Matthew Koma ist zudem als Artist vieler „Vocal-Versionen“ zu Instrumentalstücken bekannt. So nahmen die niederländischen DJs Fedde Le Grand und Nicky Romero mit ihm einen „Vocal Edit“ zu ihrem Instrumental-Track Sparks auf. Die ebenfalls niederländischen House-Projekte Showtek und Justin Prime machten zusammen mit Koma aus ihrem Cannonball das Lied Earthquake, das 2013 hohe Chartplatzierungen in Großbritannien und den Niederlanden erreichen konnte.
Später im Jahr 2013 arbeitete Koma mit dem niederländischen House-DJ Hardwell zusammen. Gemeinsam veröffentlichten sie im Dezember 2013 das Lied Dare You, das zu einem weiteren Charterfolg wurde. In Schottland erreichte das Lied die Top-5. Parallel fanden die Dreharbeiten des offiziellen Musikvideos zu dem Track Find You, den er gemeinsam mit Zedd und Miriam Bryant aufnahm. Das Lied wurde im Frühjahr 2014 veröffentlicht. Als Solo-Künstler veröffentlichte er 2013 das Lied One Night. Zeitgleich erschien seine EP The Cherrytree Sessions.
Für das Jahr 2014 wurde sein Debütalbum angekündigt. Ebenfalls erreichte Koma Single-Chart-Platzierungen in Zusammenarbeit mit dem niederländischen DJ Tiësto und dem Lied Wasted, das auf Tiëstos Studioalbum A Town Called Paradise enthalten war. Mit dem Lied erreichte er in vielen Ländern Chartplatzierungen, darunter in Deutschland, den Niederlanden und Schweden. Ebenfalls auf A Town Called Paradise vorhanden, erschien der Song Written in Reverse, bei dem neben ihm auch Hardwell mitwirkte.
Im Mai 2014 veröffentlichte der niederländische DJ Afrojack sein Album Forget the World. Auf diesem Album singt Koma die Titel Illuminate und Keep Our Love Alive. Beide Tracks wurden schon im März auf dem Ultra Music Festival im amerikanischen Miami in Afrojacks Live-Set vorgestellt.

## Stil
Koma begann seine Musikkarriere, inspiriert von Künstlern wie Elvis Costello oder Bruce Springsteen, überwiegend im Genre Rock bis Punk-Rock. Seit seiner Entdeckung durch verschiedene House-DJs schreibt, komponiert und singt er Lieder, die insbesondere der EDM- und Progressive Housemusik entsprechen. Als Solo-Künstler vertritt er teilweise zudem die Musikrichtung Rock ’n’ Roll sowie Pop. Zu seinem Schreibstil sagt Koma, er experimentiere ständig mit neuen Ansätzen zur Entwicklung von Melodien, Hooks und Texten. „Meine liebste Art Lieder zu schreiben ist, eine Geschichte niederzuschreiben, die in echten Emotionen verwurzelt ist, aber auf einem Weg vermittelt wird, der nicht offensichtlich, oder zu direkt ist.“ „Es gibt so viele Wege zu einem tollen Song, so viele verschiedene Möglichkeiten, um zu diesem Ziel zu kommen“.

## Diskografie

### Singles
| Jahr | Titel Album                   | Höchstplatzierung, Gesamtwochen, AuszeichnungChartplatzierungen (Jahr, Titel, Album, Platzierungen, Wochen, Auszeichnungen, Anmerkungen) | Höchstplatzierung, Gesamtwochen, AuszeichnungChartplatzierungen (Jahr, Titel, Album, Platzierungen, Wochen, Auszeichnungen, Anmerkungen) | Höchstplatzierung, Gesamtwochen, AuszeichnungChartplatzierungen (Jahr, Titel, Album, Platzierungen, Wochen, Auszeichnungen, Anmerkungen) | Höchstplatzierung, Gesamtwochen, AuszeichnungChartplatzierungen (Jahr, Titel, Album, Platzierungen, Wochen, Auszeichnungen, Anmerkungen) | Höchstplatzierung, Gesamtwochen, AuszeichnungChartplatzierungen (Jahr, Titel, Album, Platzierungen, Wochen, Auszeichnungen, Anmerkungen) | Anmerkungen                                                     |
| Jahr | Titel Album                   | DE | AT | CH | UK | US | Anmerkungen                                                     |
| ---- | ----------------------------- | --- | --- | --- | --- | --- | --------------------------------------------------------------- |
| 2012 | Spectrum Clarity              | DE80 (1 Wo.)DE | AT30 (10 Wo.)AT | — | — | US— PlatinUS | Erstveröffentlichung: 4. Juni 2012 mit Zedd                     |
| 2013 | Cannonball (Earthquake) –     | — | — | — | UK29 (2 Wo.)UK | — | Erstveröffentlichung: 7. Januar 2013 mit Showtek & Justin Prime |
| 2013 | Dare You I Am Hardwell        | — | — | — | UK18 (3 Wo.)UK | — | Erstveröffentlichung: 27. Dezember 2013 mit Hardwell            |
| 2014 | Wasted A Town Called Paradise | DE49 (15 Wo.)DE | AT21 (17 Wo.)AT | CH52 (8 Wo.)CH | UK3 Gold · (15 Wo.)UK | US49 Platin · (12 Wo.)US | Erstveröffentlichung: 25. April 2014 mit Tiësto                 |

### Als Autor
| Jahr | Titel Album              | Höchstplatzierung, Gesamtwochen, AuszeichnungChartplatzierungen (Jahr, Titel, Album, Platzierungen, Wochen, Auszeichnungen, Anmerkungen) | Höchstplatzierung, Gesamtwochen, AuszeichnungChartplatzierungen (Jahr, Titel, Album, Platzierungen, Wochen, Auszeichnungen, Anmerkungen) | Höchstplatzierung, Gesamtwochen, AuszeichnungChartplatzierungen (Jahr, Titel, Album, Platzierungen, Wochen, Auszeichnungen, Anmerkungen) | Höchstplatzierung, Gesamtwochen, AuszeichnungChartplatzierungen (Jahr, Titel, Album, Platzierungen, Wochen, Auszeichnungen, Anmerkungen) | Höchstplatzierung, Gesamtwochen, AuszeichnungChartplatzierungen (Jahr, Titel, Album, Platzierungen, Wochen, Auszeichnungen, Anmerkungen) | Anmerkungen                                               |
| Jahr | Titel Album              | DE | AT | CH | UK | US | Anmerkungen                                               |
| ---- | ------------------------ | --- | --- | --- | --- | --- | --------------------------------------------------------- |
| 2012 | Calling (Lose My Mind) – | — | — | CH71 (2 Wo.)CH | UK19 (3 Wo.)UK | — | Erstveröffentlichung: 13. März 2012 Alesso & Ryan Tedder  |
| 2012 | This Kiss Kiss           | DE64 (5 Wo.)DE | — | — | — | US86 (1 Wo.)US | Erstveröffentlichung: 10. September 2012 Carly Rae Jepsen |
| 2012 | Clarity                  | DE94 (2 Wo.)DE | — | — | UK27 Platin · (14 Wo.)UK | US8 ×5Fünffachplatin · (33 Wo.)US | Erstveröffentlichung: 12. November 2012 Zedd & Foxes      |

### Weitere Arbeiten als Musiker

#### Als Sänger
- 2012: Ain’t Coming Down (mit Far East Movement & Sidney Samson)
- 2012: Sparks (Turn Off Your Mind) (mit Fedde Le Grand & Nicky Romero)
- 2012: Years (mit Alesso)
- 2012: Heart Killer (mit Kat Graham)
- 2012: Sweetie (mit Carly Rae Jepsen)
- 2012: End of Pretend (mit Black Cards)
- 2012: Birthday Dress (mit Lil Playy)
- 2014: Find You (mit Zedd & Miriam Bryant, US: Gold)
- 2014: Illuminate (mit Afrojack)
- 2014: Keep Our Love Alive (mit Afrojack)
- 2014: Gravity (mit Cazzette)
- 2014: Wasted (mit Tiësto)
- 2014: Written in Reverse (mit Tiësto & Hardwell)
- 2014: Serotonin (mit Audien)
- 2014: Transparent (mit Madeon & Hill Ceasar)
- 2015: Hysteria (mit Steve Aoki)
- 2015: Tempted (mit Giorgio Moroder)
- 2015: Emotional (mit Flux Pavilion)
- 2016: Kisses Back

#### Als Autor
- 2012: Turn Up the Love (Far East Movement & Cover Drive)
- 2012: Talk Dirty (Black Cards)
- 2012: Put Your Graffiti on Me (Kat Graham)
- 2012: Hurt So Good (Carly Rae Jepsen)
- 2012: More Than a Memory (Carly Rae Jepsen)
- 2012: I Know You Have a Girlfriend (Carly Rae Jepsen)
- 2012: Melt with You (Carly Rae Jepsen)
- 2012: Almost Said It (Carly Rae Jepsen)
- 2012: Take a Picture (Carly Rae Jepsen)
- 2014: A Town Called Paradise (Tiësto feat. Zac Barnett)
- 2014: Set Yourself Free (Tiësto feat. Krewella)
- 2014: Body Talk (Mammoth) (Dimitri Vegas & Moguai feat. Julian Perretta)
- 2015: Someone (Kelly Clarkson)
- 2015: Addicted to a Memory (Zedd feat. Bahari)

## Auszeichnungen für Musikverkäufe
| Goldene Schallplatte - Australien - 2025: für die Single Spectrum - 2025: für die Single Find You - Brasilien - 2024: für die Single Wasted - 2024: für die Single Spectrum - 2024: für die Single Find You - Italien - 2014: für die Single Wasted - Kanada - 2014: für die Single Wasted - Schweden - 2014: für die Single Find You - Spanien - 2014: für das Streaming Wasted - 2015: für die Single Wasted | Platin-Schallplatte - Polen - 2024: für die Single Kisses Back |

Anmerkung: Auszeichnungen in Ländern aus den Charttabellen bzw. Chartboxen sind in ebendiesen zu finden.
| Land/RegionAuszeichnungen für Musikverkäufe (Land/Region, Auszeichnungen, Verkäufe, Quellen) | Gold       | Platin     | Verkäufe  | Quellen                 |
| -------------------------------------------------------------------------------------------- | ---------- | ---------- | --------- | ----------------------- |
| Australien (ARIA)                                                                            | 2× Gold2   | —          | 70.000    | aria.com.au             |
| Brasilien (PMB)                                                                              | 3× Gold3   | —          | 90.000    | pro-musicabr.org.br     |
| Italien (FIMI)                                                                               | Gold1      | —          | 15.000    | fimi.it                 |
| Kanada (MC)                                                                                  | Gold1      | —          | 40.000    | musiccanada.com         |
| Polen (ZPAV)                                                                                 | —          | Platin1    | 50.000    | olis.pl                 |
| Schweden (IFPI)                                                                              | Gold1      | —          | 20.000    | Einzelnachweise         |
| Spanien (Promusicae)                                                                         | 2× Gold2   | —          | 20.000    | elportaldemusica.es ES2 |
| Vereinigte Staaten (RIAA)                                                                    | Gold1      | 7× Platin7 | 7.500.000 | riaa.com US2            |
| Vereinigtes Königreich (BPI)                                                                 | Gold1      | Platin1    | 800.000   | bpi.co.uk               |
| Insgesamt                                                                                    | 12× Gold12 | 9× Platin9 |           |                         |